# Nadużycie władzy
Nadużycie władzy – przestępne wykorzystanie uprawnień z racji zajmowanego stanowiska. Polega ono na wykorzystaniu pewnych praw, które posiadane są z racji zajmowanego przez siebie stanowiska lub nawet uzurpacji praw w celu osiągnięcia zazwyczaj osobistego celu bądź zdobycia dóbr. Uzurpacja (przypisanie sobie, przywłaszczenie) praw jest tym łatwiejsze, im mniejsza jest wiedza poszkodowanego na temat uprawnień wykorzystującego (jeżeli mamy do czynienia z wykorzystywaniem danej osoby bądź grupy ludzi), lub im lepiej wykorzystanie uzurpowanych praw jest ukrywane. W polskim kodeksie karnym występuje jako nadużycie służbowe i nadużycie uprawnień.